# Ждановка (Казахстан)
Жда́новка (каз. Жданов) — село у складі Костанайського району Костанайської області Казахстану. Адміністративний центр Ждановського сільського округу.
Населення — 451 особа (2021; 529 у 2009, 0 у 1999, 612 у 1989).